# Limulidae
Limulidae é uma família de artrópodes da ordem Xiphosura, classe Merostomata, que inclui quatro espécies de caranguejos-ferradura, entre as quais Limulus polyphemus.

## Morfologia
A família Limulidae inclui animais semelhantes a caranguejos, conhecidos pelo nome comum de "caranguejos-ferradura" por apresentarem carapaças cujo contorno se assemelha à ferradura de um cavalo e que recobrem todo o corpo, exceto a cauda.
As espécies extantes apresentam coloração castanho-acinzentada e podem atingir os 60 cm de comprimento. O abdómen é unido ao cefalotórax e apresenta sobre o lado inferior brânquias em forma de folha. O télson, em forma de espinho, estende-se para trás e é utilizada pelo animal para se posicionar, incluindo quando fica assente sobre a face dorsal.
O sangue é azulado, apresentando componentes utilizadas para fins biomédicos.
Segundo o Catalogue of Life, a família Limulidae apresenta a estrutura representada no seguinte cladograma:
| Limulidae | \| \| Carcinoscorpius \| \| \| \| \| \| Limulus \| \| \| \| \| \| Tachypleus \| \| \| \| |
|           | \| \| Carcinoscorpius \| \| \| \| \| \| Limulus \| \| \| \| \| \| Tachypleus \| \| \| \| |
|           | Carcinoscorpius                                                                          |
|           |                                                                                          |
|           | Limulus                                                                                  |
|           |                                                                                          |
|           | Tachypleus                                                                               |
|           |                                                                                          |

A família Limulidae está atualmente representada por três géneros e quatro espécies:
- Limulus (Otto Friedrich Müller, 1785)
  - Limulus polyphemus (nas águas da costa leste da América do Norte e da América Central)
- Tachypleus (William Elford Leach, 1819)
  - Tachypleus gigas (Japão)
  - Tachypleus tridentatus (Filipinas)

- Carcinoscorpius (Pocock, 1902)
  - Carcinoscorpius rotundicauda (Indonésia e Sueste da Ásia)

As quatro espécies são similares em termos de ecologia, de morfologia e de serologia.
Os límulos assemelham-se às espécies do género Triops, que são igualmente consideradas formas pancrónicas datando de mais de 200 milhões de anos atrás, porém menores e habitando águas doces.

## Galeria

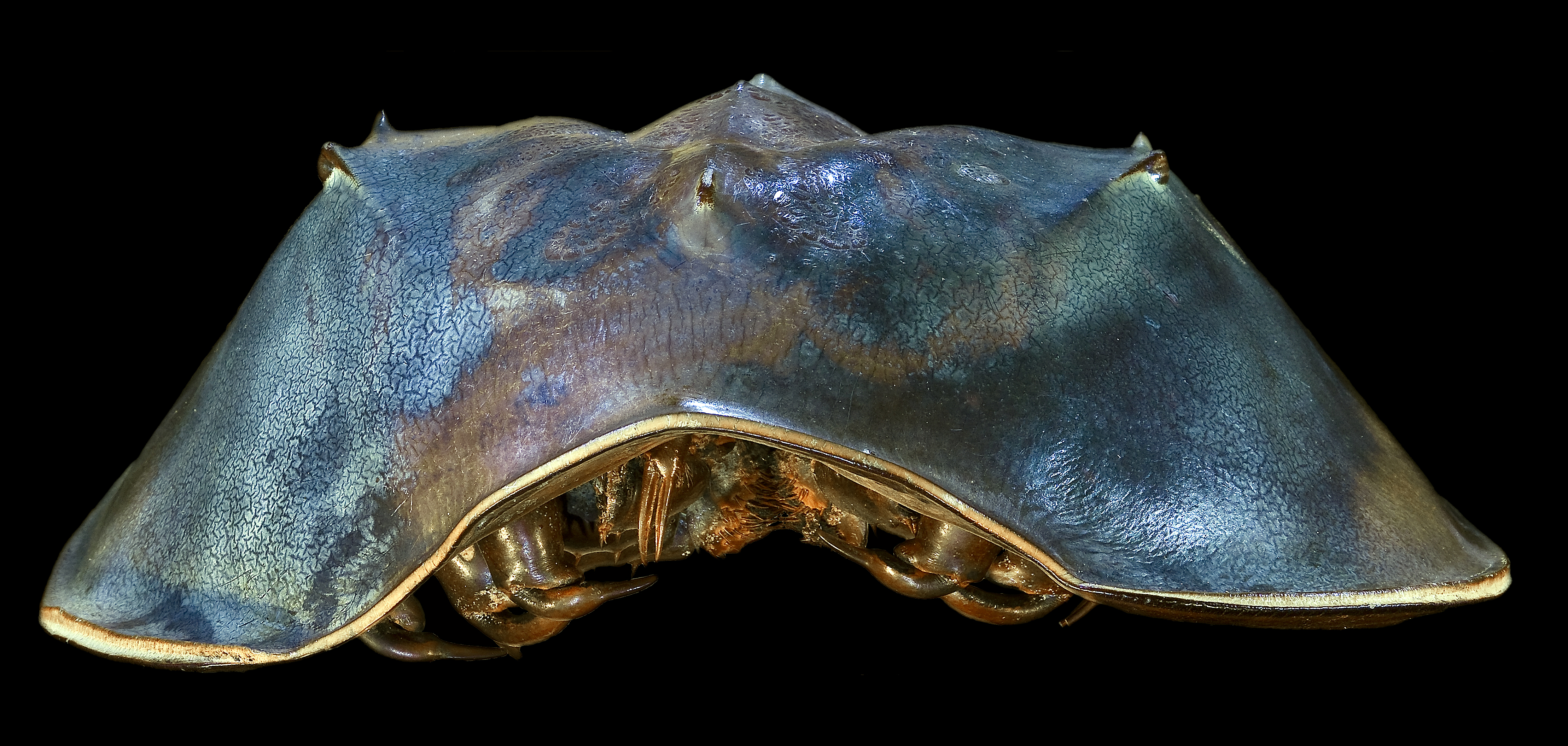
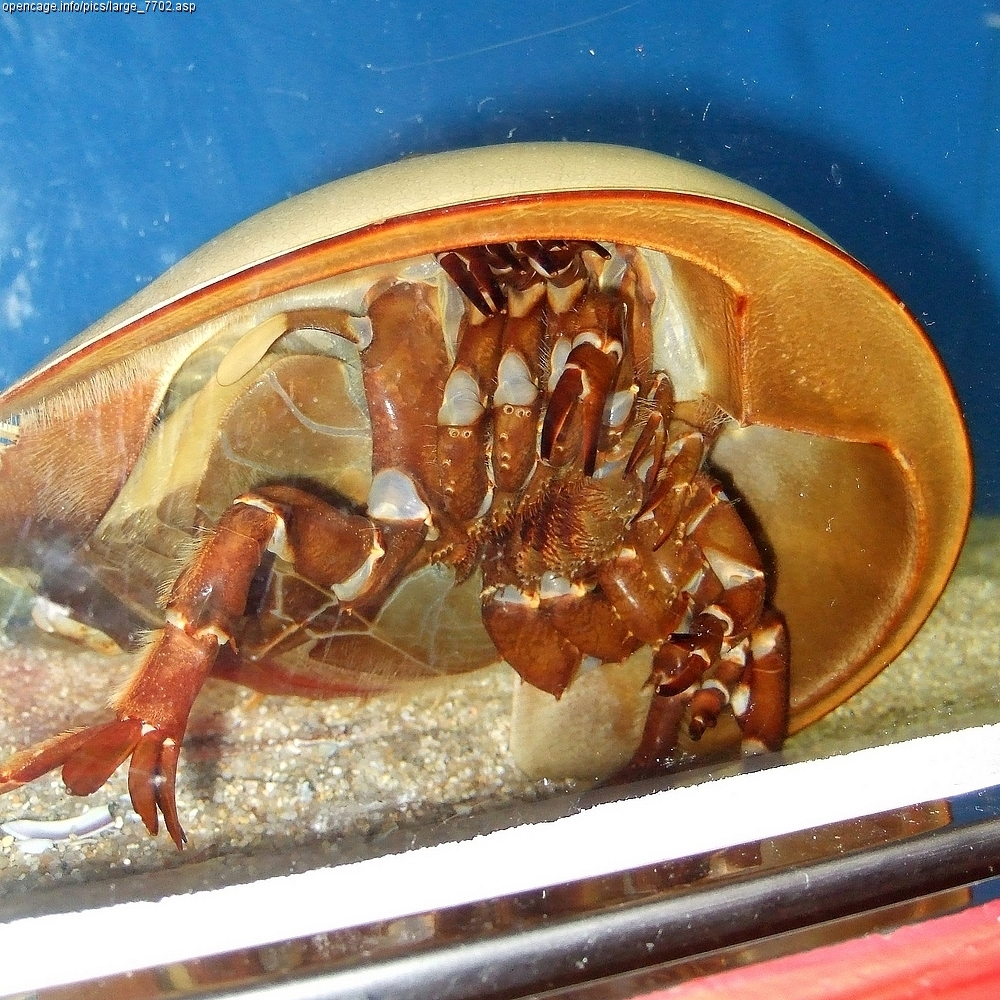
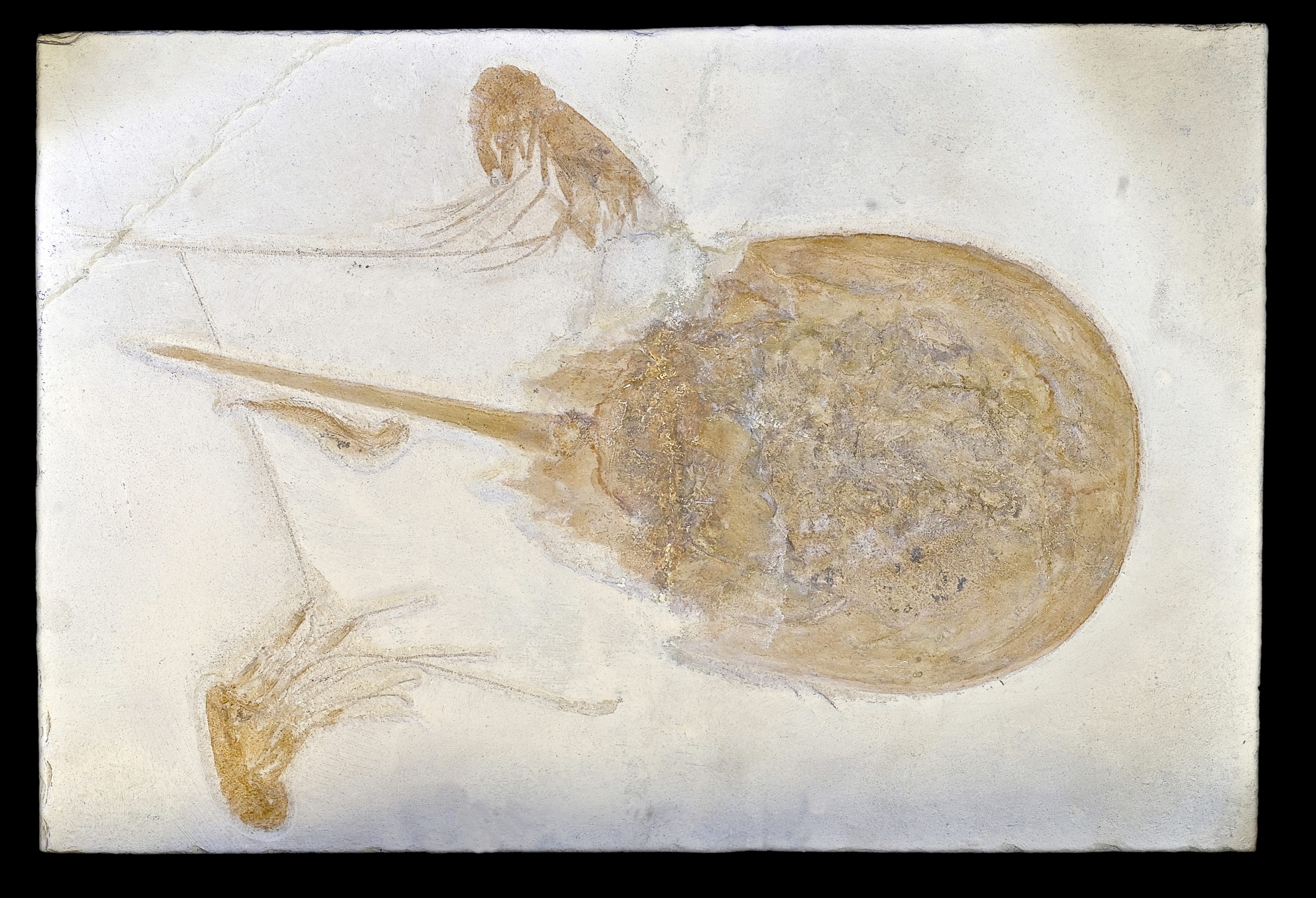
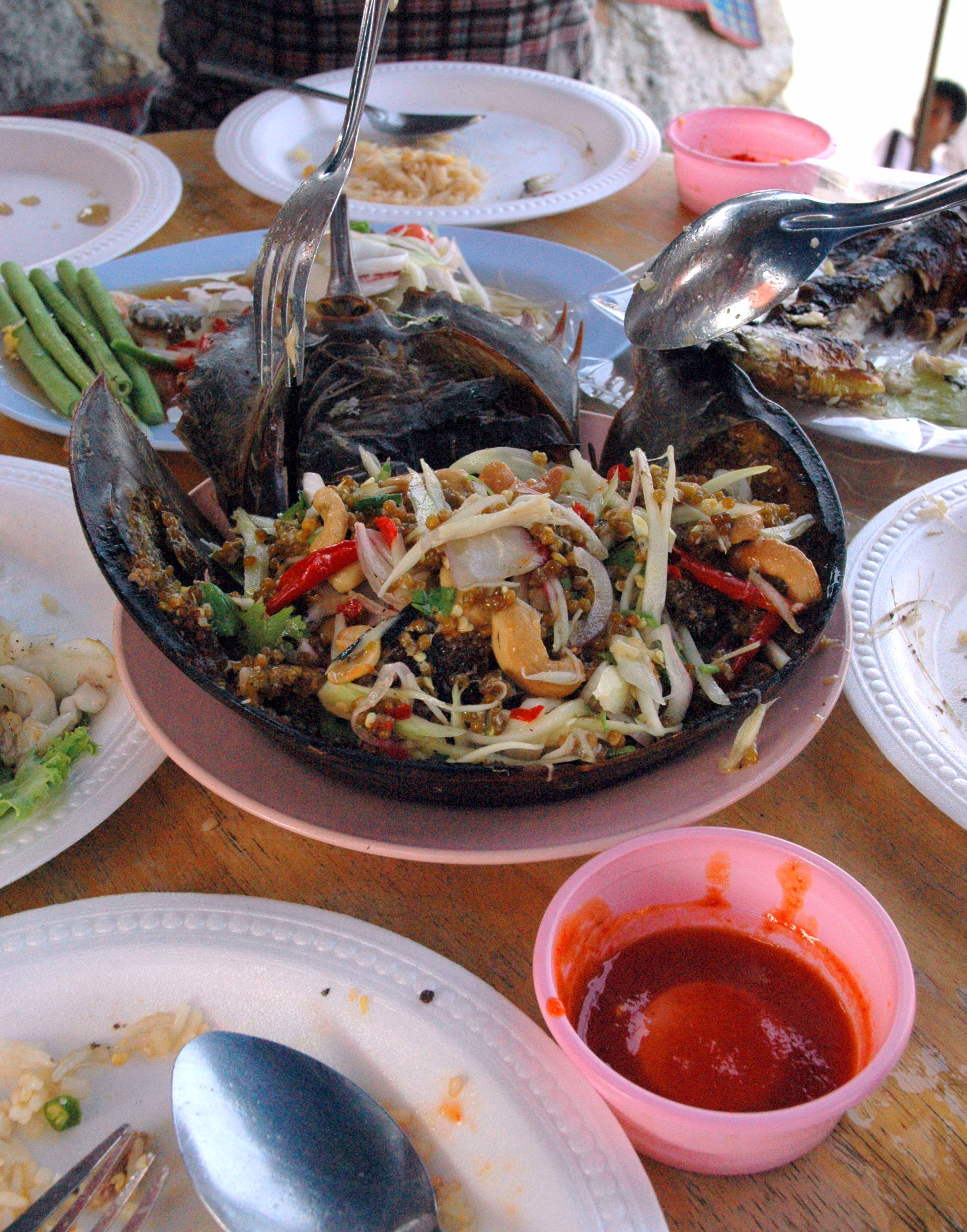
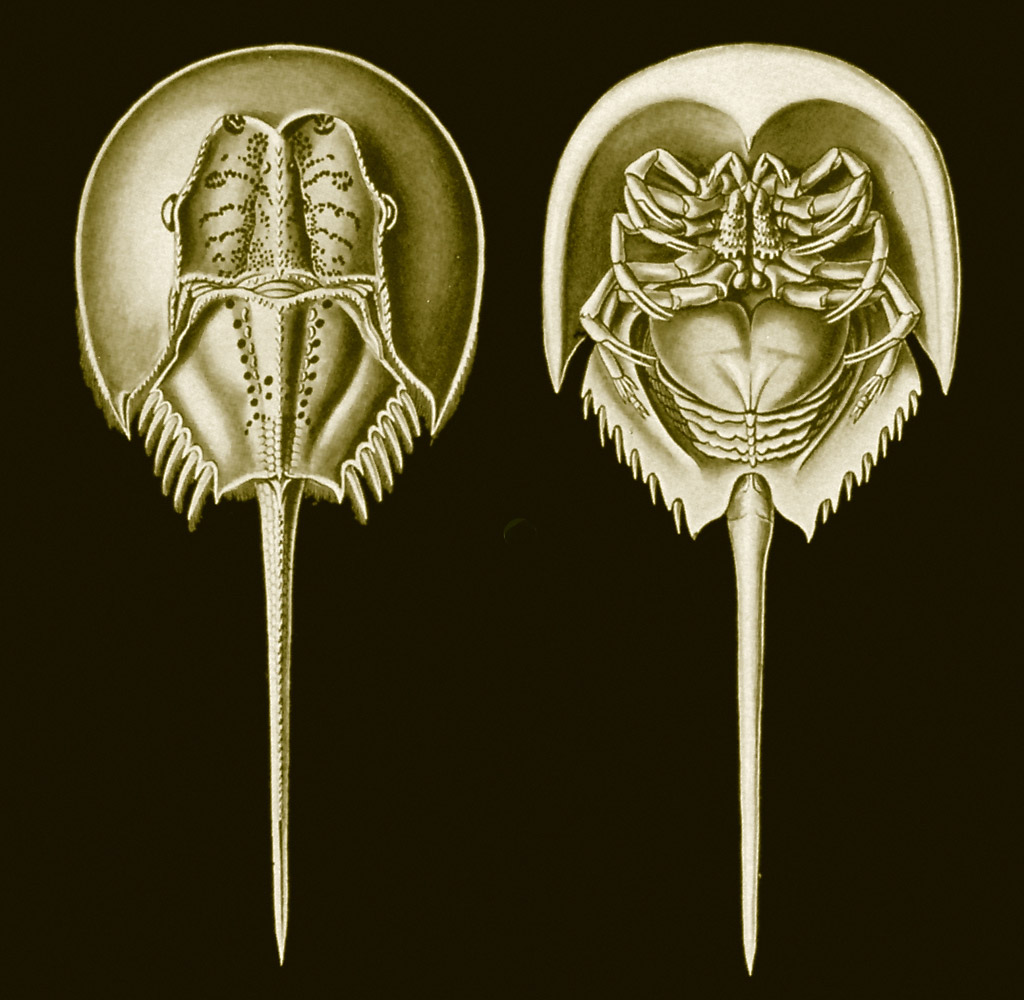